# Гончарова, Раиса Павловна
Раиса Павловна Гончарова (1926, село Христово, теперь Славяносербского района Луганской области — ?) — украинская советская деятельница, новатор сельскохозяйственного производства, звеньевая, агроном колхоза Луганской области. Герой Социалистического Труда (16.02.1948). Депутат Верховного Совета УССР 4-5-го созывов.

## Биография
Трудовую деятельность начала в семнадцатилетнем возрасте. С 1943 года — учётчик полеводческой бригады, звеньевая комсомольско-молодёжного звена колхоза имени Сталина села Весёлая Гора Александровского (теперь — Славяносербского района Ворошиловградской области.
В 1947 году полеводческое звено Раисы Гончаровой получило урожай пшеницы 33,06 центнера с гектара на площади 13 гектаров. Указом Президиума Верховного Совета СССР от 16 февраля 1948 года «за получение высоких урожаев пшеницы, ржи, кукурузы и сахарной свёклы, при выполнении колхозом обязательных поставок и натуроплаты за работу МТС в 1947 году и обеспеченности семенами зерновых культур для весеннего сева 1948 года» удостоена звания Героя Социалистического Труда с вручением ордена Ленина и золотой медали «Серп и Молот». Член ВКП(б).
Затем работала агрономом, звеньевой колхоза имени Сталина (потом — имени XX съезда КПСС) села Весёлая Гора Александровского (Славяносербского района Ворошиловградской (Луганской) области.

## Награды
- Герой Социалистического Труда (16.02.1948)
- орден Ленина (16.02.1948)
- ордена
- медали